# Volby do Evropského parlamentu ve Švédsku 2014

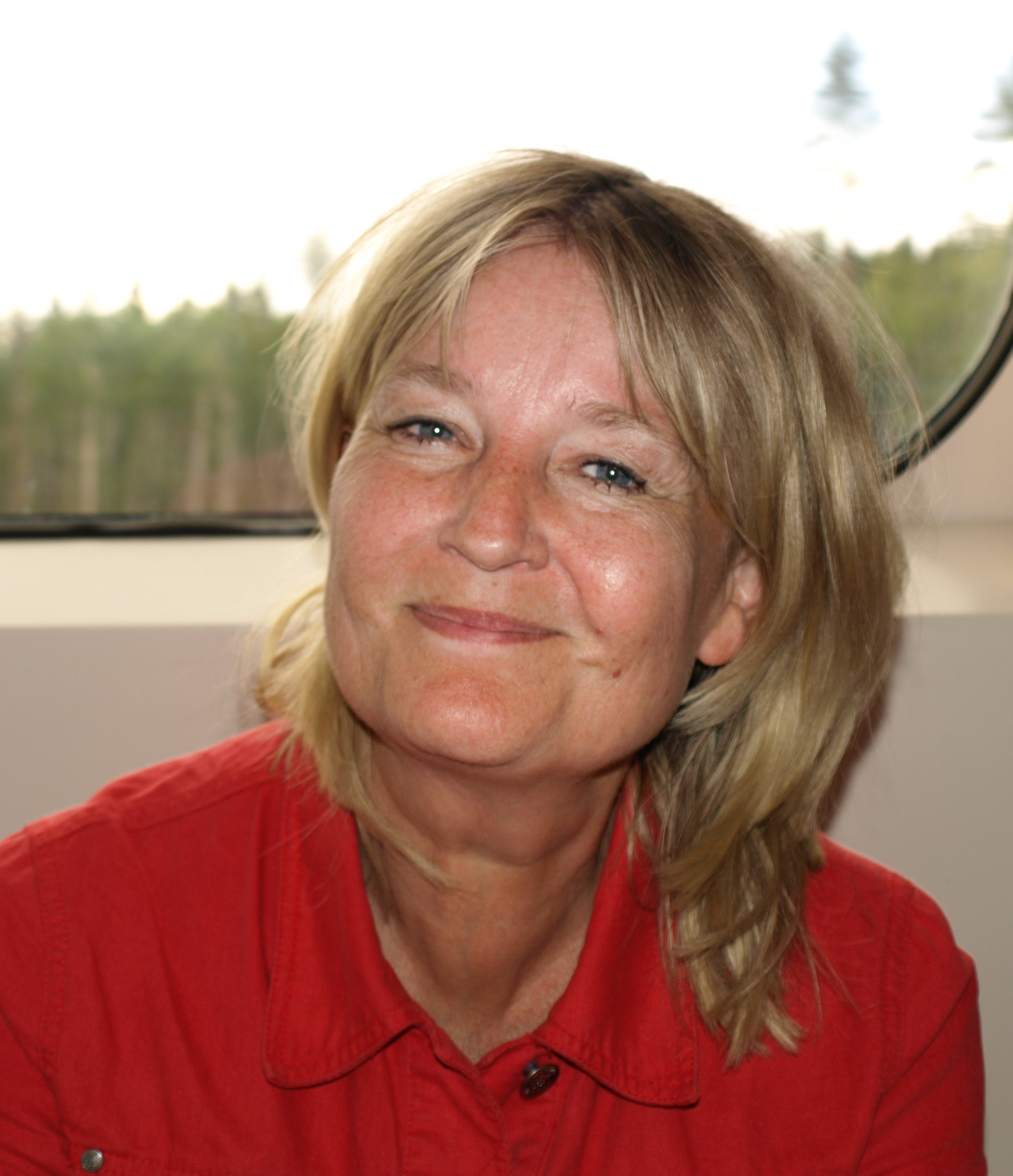
Marita Ulvskog, švédská sociálnědemokratická politička vyfotografovaná ve vlaku den před volbami do Evropského parlamentu

Volby do Evropského parlamentu ve Švédsku 2014 se konaly dne 25. května 2014 a byly to ve Švédsku v pořadí páté volby do Evropského parlamentu.
Z 20 mandátů, které Švédsku v EP příslušejí, získala sociální demokracie 5 (24,19 %), Ekologická strana Zelených 4 (15,41 %), konzervativně-liberální Umírnění 3 (13,65 %), Lidová liberální strana 2 (9,91 %), Švédští demokraté 2 (9,67 %), Strana středu 1 (6,49 %), Levicová strana 1 (6,30 %), Křesťanští demokraté 1 (5,93 %) a Feministická iniciativa 1 (5,49 %). Jiné strany (např. Pirátská strana s 2,23 %) nepřekonaly čtyřprocentní hranici pro vstup.
Volební účast byla 51,07 %.